# VM型原子炉
VM型原子炉（VM reactor）は旧ソビエト連邦において開発・運用された加圧水型原子炉のシリーズ。単基もしくは2基ペアでソ連海軍の原子力潜水艦の動力源として使用された。

## VM型原子炉
VM型のシリーズには以下のような原子炉がある。
VM-A型
ソ連海軍における第1世代原子力潜水艦、すなわち、658/658M号計画型（ホテルI/Ⅱ型）、701号計画型（ホテルⅢ型） 、659号計画型（エコーI型）、675号計画型（エコーII型）、627/627A号計画型（ノヴェンバー型）において2基一組で使用された。VM-Aは20%濃縮ウラン燃料を使用する加圧水型原子炉であり、70メガワットの出力を発生させた。
VM-4型
20%濃縮ウラン235燃料を使用し、70から90メガワットの出力を発生させた加圧水型原子炉である。VM-A型に次ぐ、潜水艦用原子炉として第2世代にあたる。
第2世代原子力潜水艦に搭載された。
- 670号計画型（チャーリー型）に単機で搭載。蒸気タービンを含めた原子炉システムとしての型式はOK-350[2]
- 2基一組で、671号計画型（ヴィクター型）、667A号計画型（ヤンキー型）、667B号型計画（デルタI～IV型）に搭載された。671号計画型（ヴィクターI型）および671RT型（ヴィクターⅡ型）に2基1組で搭載された本型は蒸気タービンを含めた原子炉システムとしての型式はOK-300[2]、671RTM型（ヴィクターⅢ型）に搭載された本型の原子炉システムとしての型式はOK-300A[2]である。
- 667A型（ヤンキー型）および667B型（デルタⅠ型）、667BD型（デルタⅡ型）に搭載された本型は蒸気タービンを含めた原子炉システムとしての型式はOK-700[2]、667BDR型（デルタⅢ型）・667BDRM型（デルタⅣ型）に搭載された本型は蒸気タービンを含めた原子炉システムとしての型式はOK-700A[2]である。
- 667B型（デルタⅠ型）・667BD型（デルタⅡ型）の原子炉システムの原型炉・兼・訓練センターがエストニア共和国・パルディスキに設置されていた[2]。

VM-5型
661号計画型（パパ型）に搭載され、177メガワットの出力を発揮した。
| 原子炉 システム | 原子炉   | 設計局 | 出力 | 炉型 | 初臨界 | 摘要 |
| --------------- | -------- | ------ | ---- | ---- | ------ | --- |
| --              | 2×VM-A   | NIKIET | 70   | PWR  | 1958   | ホテルI/Ⅱ型（658/658M号計画型）、ホテルⅢ型（701号計画型） 、エコーI型（659号計画型）、エコーII型（675号計画型）、ノヴェンバー型（627/627A号計画型） エコー訓練センター(VM-A原型炉)（エストニア・パルディスキ市） |
| OK-300          | 2×VM-4   | NIKIET | 72   | PWR  | 1967   | ヴィクターⅠ型（671号計画型）・ヴィクターⅡ型（671RT号計画型） 664号計画型揚陸潜水艦（計画のみ） |
| OK-300A         | 2×VM-4A  | NIKIET | 75   | PWR  | 1972   | ヴィクターⅢ型（671RTM/RTMK号計画型） |
| OK-350          | 1×VM-4-1 | NIKIET | 89   | PWR  | 1968   | チャーリーⅠ型（670号計画型）・チャーリーⅡ型（670M号計画型） |
| OK-700          | 2×VM-4-2 | NIKIET | 90   | PWR  | 1964   | ヤンキーⅠ型（667A号計画型）・ヤンキーⅡ型（667AU/AM号計画型） |
| OK-700          | 2×VM-4B  | NIKIET | 90   | PWR  | 1964   | デルタⅠ型（667B号計画型）・デルタⅡ型（6667BD号計画型） デルタ訓練センター（OK-700原型炉）（エストニア・パルディスキ市）                                                                                          |
| OK-700A         | 2×VM-4S  | NIKIET | 90   | PWR  | 1976   | デルタⅢ型（667BDR号計画型） |
| OK-700A         | 2×VM-4SG | NIKIET | 90   | PWR  | 1984   | デルタⅣ型（667BDRM号計画型） |
| --              | 2×VM-5   | NIKIET | 177  | PWR  | 1976   | パパ型（661号計画型） |